# Морро-ду-Пенеду (природный памятник)
Морру-ду-Пенеду (порт. Monumento Natural Municipal Morro do Penedo) — муниципальный памятник природы, расположенный в штате Эспириту-Санту, Бразилия. Он состоит из небольшого скалистого холма на берегу залива к югу от Витории, столицы штата.

## Месторасположение
Природный памятник Морро-ду-Пенеду находится в муниципалитете Вила-Велья, Эспириту-Санту, занимая площадь 18,89 га. Охраняемая территория включает в себя гранитную гору высотой примерно 132 м на побережье бухты Витория в устье реки Арибир и остатки Атлантического леса.

## История
Памятник природы Морро-ду-Пенеду учреждён муниципальным декретом 091/07 и регулируется законом 4.930 2010 года, став частью Центрально-Атлантического лесного экологического коридора, созданного в 2002 году.
В 2012 году был разработан проект по созданию городского лесопарка на территории памятника природы, включающий в себя центр для обслуживания посетителей, беседку, подвесные лесные дорожки, пирс и плавучий док.
Также планировалось построить смотровую площадку между Морро-да-Урка и Морро-ду-Пенеду, систему сбора дождевой воды и реставрацию каменного дома в качестве музея.
В июле 2015 года стальной трос, используемый для подъёма на холм, был снят из соображений безопасности. Городские власти заявили, что будет проложен более безопасный маршрут восхождения.